# Aufwärtswandler
Der Aufwärtswandler, auch Hochsetzsteller oder Aufwärtsregler, englisch Boost-Converter oder Step-Up-Converter, ist in der Elektronik eine Form eines Gleichspannungswandlers. Der Betrag der Ausgangsspannung UA ist im Allgemeinen größer als der Betrag der Eingangsspannung UE.

Schaltschema Aufwärtswandler

## Aufbau und Funktion
Eine Induktivität (Spule) L ist in Reihe mit einer Freilaufdiode D geschaltet, hinter der ein Ladekondensator C die Ausgangsspannung aufnimmt. Es ist ein geeigneter Schalter S (beispielsweise ein Transistor (MOSFET) oder ein GTO-Thyristor) vorhanden, der von einer (in der Zeichnung nicht dargestellten) Steuerung bzw. Regelung regelmäßig (mehrere hundert Kilohertz bis einige Megahertz) ein- und ausgeschaltet wird. Bei jedem der sich dadurch ergebenden Arbeitszyklen wird die Spule durch den Schalter gegen das Bezugspotential (Masse) geschaltet. An der Spule fällt nun näherungsweise die Eingangsspannung UE ab {\displaystyle \left(U_{\rm {E}}=U_{\rm {L}}=L\,{\frac {d\,i_{\rm {L}}}{dt}}\right)}; der Strom durch die Spule und damit die im Magnetfeld gespeicherte Energie steigen an. Aufgrund der Induktivität der Spule hält sie, wenn der Schalter S ausgeschaltet wird, den Stromfluss aufrecht. Die Spannung an ihrem ausgangsseitigen Ende steigt daher sehr schnell an, bis sie die am Ladekondensator C anliegende Spannung UA übersteigt und somit die Diode leitet. Der Strom fließt im ersten Moment unverändert weiter und lädt den Ladekondensator weiter auf. Das Magnetfeld wird dabei abgebaut und gibt seine Energie ab, indem es den Strom über die Diode in den Ladekondensator sowie zur Last am Ausgang (nicht dargestellt) treibt. Die Kapazität des Ladekondensators ist so ausgelegt, dass die Ausgangsspannung während eines Arbeitszyklus näherungsweise als konstant betrachtet werden kann. Mit dem Abbau des Magnetfeldes sinkt auch die Stromstärke in der Spule.
Zu unterscheiden ist, ob der Spulenstrom währenddessen bis auf Null absinkt oder nicht. Die daraus resultierenden Betriebsarten werden lückender bzw. nichtlückender Betrieb (engl. Discontinuous (current) mode bzw. Continuous (current) mode) genannt. Welche Betriebsart sich einstellt, hängt von der Auslegung der Schaltung und den Bedingungen an Eingangs- und Lastseite ab; die Betriebsarten führen jeweils zu einem grundsätzlich anderen Betriebsverhalten des Aufwärtswandlers.

## Eigenschaften
Die Ausgangsspannung eines Aufwärtswandlers ist normalerweise höher als die Eingangsspannung (im Gegensatz zum Abwärtswandler). Die kleinste von der Steuerung erreichbare Ausgangsspannung liegt geringfügig unter der Eingangsspannung; sie stellt sich ein, wenn der Schalter S dauerhaft ausgeschaltet ist. Die Ausgangsspannung ergibt sich in diesem Fall durch die Eingangsspannung sowie die Spannungsabfälle an Diode (Schwellenspannung) und Innenwiderstand der Spule.
Die Schaltung ist (in ihrer einfachsten Bauweise) weder kurzschluss- noch leerlauffest, beides kann aber durch zusätzlichen Schaltungsaufwand sichergestellt werden. Im Prinzip ist die mittlere Ausgangsspannung unabhängig vom Laststrom (solange dieser einen bestimmten Minimalwert überschreitet, so dass Bedingungen für nichtlückenden Betrieb herrschen). Dennoch wird häufig die Pulsbreite der Schalteransteuerung durch eine Regelschaltung moduliert, insbesondere, wenn die Ausgangsspannung variabel oder der Strom geregelt sein soll (beispielsweise bei Ladegeräten).
Aufwärtswandler kann man gut verwenden, um eine höhere Ausgangsspannung zu erzeugen oder um eine stark schwankende Eingangsspannung auszuregeln.

## Anwendungsbeispiele

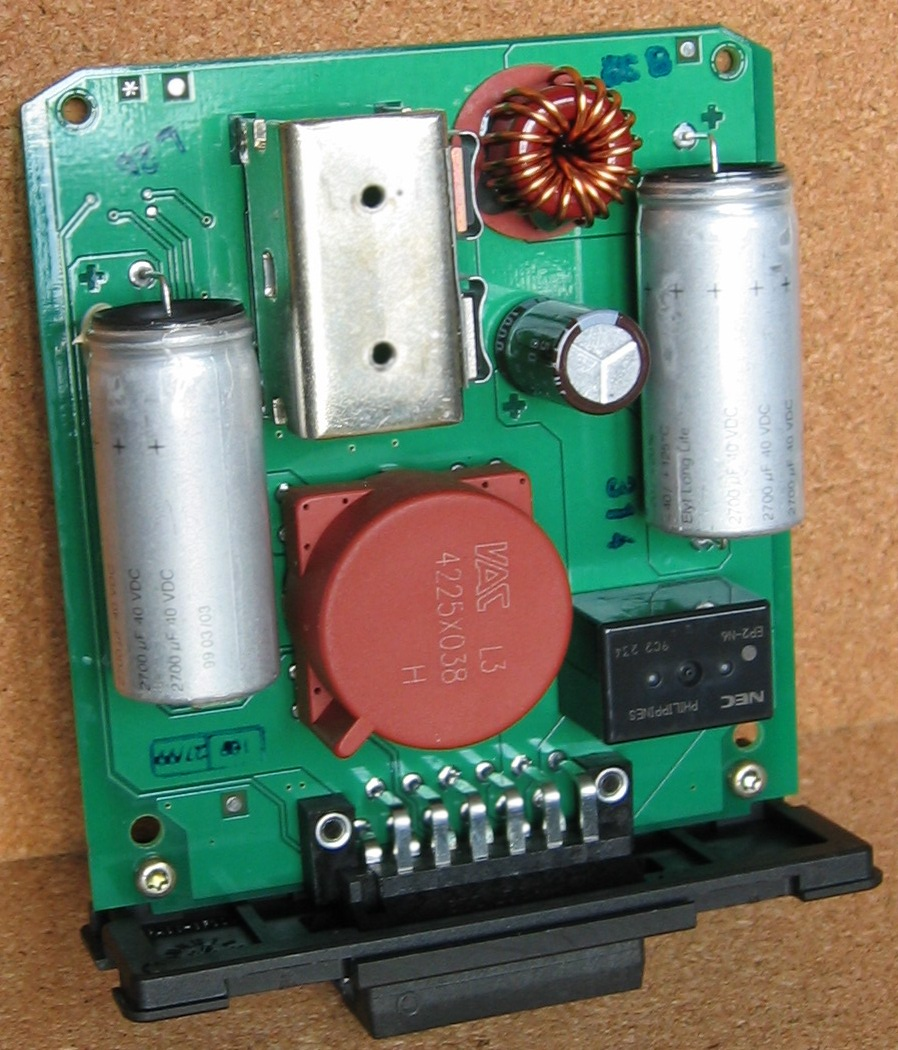
Im VW Lupo 3L eingesetzter 14-V-Aufwärtswandler zur Erhaltung der Bordspannung für die Bordelektronik

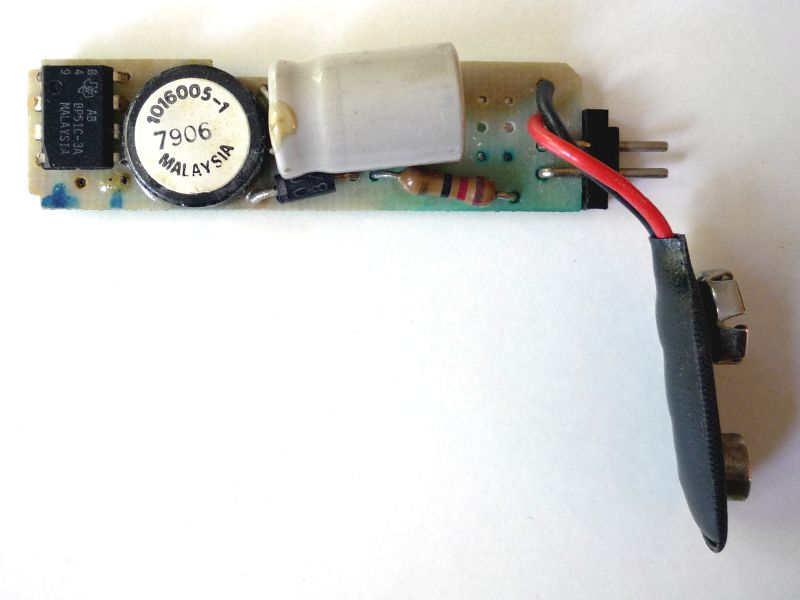
Aufwärtswandler zur Erzeugung von 9 V aus zwei Mignon-Akkus mit zusammen 2,4 V (aus einem TI-Taschenrechner, Bj. 1979)

Die Grundschaltung eines Aufwärtswandlers wird in Gleichspannungswandlern eingesetzt, deren Eingangsspannung niedriger als die Ausgangsspannung ist, z. B.:
- batteriebetriebene Geräte, die an einer oder wenigen Zellen arbeiten
- Erzeugung von 24 V aus einer 12 V-Autobatterie
- Ansteuerung von Common-Rail-Injektoren
- Erzeugung von 500 V aus 12 V für den Betrieb einer Kondensatorzündung
- Betrieb einer oder mehrerer Leuchtdioden an einer einzelnen Batteriezelle
- Gleichspannungs-Seite von Wechselrichtern bei Photovoltaikanlagen

Das gleiche Prinzip, jedoch mit einem Transformator anstelle der Spule, wird in Schaltnetzteilen kleiner Leistung angewandt (sog. Sperrwandler). (Bei diesem Transformator wird die aufgenommene Eingangsleistung nicht (wie beim üblichen Wechselstrom-Transformator) zeitgleich am Ausgang abgegeben; vielmehr sollte man sich den Transformator eher als Speicherdrossel mit zwei galvanisch getrennten Wicklungen vorstellen: Die Energieaufnahme und -abgabe der Drossel erfolgt wie bei der einfachen Speicherdrossel in zeitlich getrennten Phasen, durch die beiden Wicklungen aber auch in getrennten Stromkreisen.)
Die Schaltung wird auch in aktiven PFC- (engl. Power Factor Correction für Leistungsfaktorkorrekturfilter) -Eingangsstufen verwendet, die geräteintern eine Zwischenkreisspannung von typisch 400 V Gleichspannung bereitstellen. Im Unterschied zum klassischen Aufwärtswandler wird die Ausgangsspannung hierbei von der Ansteuerschaltung vergleichsweise langsam geregelt; kurzfristig wird der (gefilterte) zeitliche Verlauf der Stromaufnahme am Eingang der PFC-Schaltung entsprechend dem Verlauf der (Netz-)Eingangsspannung geregelt, so dass die Stromaufnahme (wie bei einem ohmschen Widerstand) der Eingangsspannung folgt. So wird die Störung des Netzes durch nichtsinusförmigen Stromfluss (Oberschwingungen) stark vermindert. Kurzfristige Lastschwankungen müssen dabei von entsprechend ausreichend dimensionierter Kapazität im Zwischenkreis abgefangen werden. Ursache der Oberschwingungen ohne PFC sind die Ladestromstöße über den Diodengleichrichter in den Zwischenkreiskondensator; siehe dazu den Artikel Stromflusswinkel.

## Verallgemeinerung
Wird im obigen Schaltschema die Diode D durch einen weiteren Schalter S2 ersetzt, samt der für die zeitlich korrekte Ansteuerung erforderlichen Steuerlogik, wird daraus der Synchronwandler. Der Name leitet sich von der notwendigen, zeitlich korrekten Ansteuerung der Schalter ab, welche ähnlich wie bei synchronen Gleichrichtern erfolgt. Der Synchronwandler kann dann durch Vertauschen von Eingang und Ausgang direkt in einen Abwärtswandler umgewandelt werden und stellt in der Topologie die Verallgemeinerung des Ab- und Aufwärtswandlers dar.